# Cometes solisi
Cometes solisi är en skalbaggsart som beskrevs av Hovore och Santos-silva 2007. Cometes solisi ingår i släktet Cometes och familjen långhorningar.
Artens utbredningsområde är Costa Rica. Inga underarter finns listade i Catalogue of Life.